# Yannis Goumas
Yannis Goumas o Giannis Goumas (en griego: Γιάννης Γκούμας; Larisa, Grecia, 24 de mayo de 1975) es un exfutbolista griego. Jugaba de defensa y su último equipo fue el Panathinaikos FC.

## Biografía
La carrera futbolística de Goumas siempre ha estado ligada al Panathinaikos FC. Empezó en las categorías inferiores, hasta que en la temporada 1994-95 pasa a formar parte de la primera plantilla del club. Esa temporada solo juega dos partidos de liga, pero en los siguientes años ya se hace un hueco en el once titular. 
Con este equipo se ha proclamado tres veces campeón de Liga (1995, 1996 y 2004). Ha ganado también dos Copas de Grecia.

## Selección nacional
Ha sido internacional con la Selección de Grecia en 45 ocasiones. Su debut como internacional se produjo el 3 de febrero de 1999 en un partido amistoso contra Finlandia.
Fue convocado para participar en las Eurocopas de Portugal 2004 y Austria y Suiza 2008. Su selección logró la victoria en el torneo del 2004 y no pasó de primera ronda en el de 2008. El entrenador no le dio a Goumas la oportunidad de debutar en estas competiciones.
Participó en la Copa Confederaciones 2005, donde disputó dos encuentros (Brasil y México).

## Clubes
| Club             | País   | Año         |
| ---------------- | ------ | ----------- |
| Panathinaikos FC | Grecia | 1994 - 2009 |

## Títulos

### Torneos locales
| Título         | Club             | País   | Año  |
| -------------- | ---------------- | ------ | ---- |
| Copa de Grecia | Panathinaikos FC | Grecia | 1995 |
| Super Liga     | Panathinaikos FC | Grecia | 1995 |
| Super Liga     | Panathinaikos FC | Grecia | 1996 |
| Copa de Grecia | Panathinaikos FC | Grecia | 2004 |
| Super Liga     | Panathinaikos FC | Grecia | 2004 |

### Torneos internacionales
| Título   | Equipo (*) | Sede     | Año  |
| -------- | ---------- | -------- | ---- |
| Eurocopa | Grecia     | Portugal | 2004 |